# アクサス
アクサス株式会社は、徳島県を拠点としてドラッグストア、リカーショップ、インテリアショップ、スポーツ用品店などを展開する総合企業。親会社のアクサスホールディングス株式会社が東京証券取引所スタンダード市場に上場している。
子会社であったホームセンターのACデコール（旧ホームセンターナカイ）や雑貨屋のACリアルエステイト株式会社（旧雑貨屋ブルドッグ）は、合併により消滅した。

## 概要
2006年4月に資本金1,000万円の出資を得て設立。その後同年8月に、ドラッグストア事業（現在のヘルス&ビューティーケア事業部）、スポーツ用品販売事業（現在のアスレ事業部）を譲り受け、事業を開始した。その後、株式会社アワーリカー（現在のアルコ事業部）、株式会社セルバ（現在の貿易事業本部）の物販2社を買収し吸収合併。2009年3月には同じ徳島県内を拠点にホームセンターを展開していたナカイ（のちのACデコール）を株式公開買い付け（TOB）により子会社化し、2012年に吸収合併。ホームセンター事業にも進出している。
2016年3月1日、株式会社雑貨屋ブルドッグ（のちのACリアルエステイト株式会社）との共同株式移転により設立した持株会社「アクサスホールディングス株式会社」の完全子会社となった。
近時では、本拠である徳島県や香川県など四国内に留まらず、HBC事業やLS事業では兵庫県や大阪府にも積極的に出店していた。特に大阪府への出店ではアーバンテラス茶屋町、ブリーゼブリーゼと茶屋町・梅田に出店していたがこれらを撤退、現在はNu茶屋町プラスへ出店している。

## 沿革
- 2006年
  - 8月 - ドラッグストア事業、スポーツ用品販売事業の営業権を譲受け創業。
  - 11月 - 株式会社アワーリカー（酒類販売事業を展開）を吸収合併。
- 2007年
  - 3月 - 株式会社セルバ（酒類、雑貨等の輸出入事業を展開）を吸収合併。
  - 9月 - 資本金を9,000万円に増資。
- 2009年
  - 2月 - ナカイ株式会社に対する株式公開買い付け（TOB）開始。
  - 3月 - ナカイに対するTOB終了。議決権ベースで86.16%（発行済株式総数ベースでは85.02%）の株式を取得しTOBは成功、子会社化。
  - 10月1日 - ナカイをACデコール株式会社に社名変更。
- 2012年
  - 9月 - ACデコールを吸収合併。
  - 11月 - 資本金を5億円に増資。
- 2013年5月 - 株式会社雑貨屋ブルドッグ（現・ACリアルエステイト株式会社）の株式の32.14%を取得。
- 2015年3月 - 資本金を9億円に増資。
- 2016年
  - 3月1日 - 東証ジャスダックに上場していた雑貨屋ブルドッグと経営統合し、共同持株会社として新設したアクサスホールディングス株式会社がジャスダックに上場。ジャスダックは、実質的存続性の喪失による猶予期間入り銘柄に割り当て。
  - 5月2日 - 雑貨屋ブルドッグの保有5店舗のうち3店舗をアクサスに事業譲渡。
  - 5月2日 - 雑貨屋ブルドッグをACリアルエステイト株式会社に社名変更。

## 展開する事業
現在は次の6つの事業部が存在している。
ヘルス&ビューティーケア事業部
ドラッグストア「ドラッグストアチャーリー」（DRUGSTORE CHARLEY）を、徳島県を中心に香川県、兵庫県、大阪府に展開。屋内面積300坪 - 500坪の大型店舗が多く、化粧品関係の品揃えに強みを持っているのが特色である。なお、最近オープンさせた店舗（最も直近の高松丸亀町グリーン店など）では、「チャーリー」の名称を冠しつつも「ドラッグストア」ではなく「ビューティーライフストア」と銘打っている。
アルコ事業部
リカーショップ「アワーリカー」を徳島県を中心に展開。現在は徳島県に3店舗、ドラッグストアチャーリー内のインショップ店舗3店舗が存在する。
ライフスタイル事業部
雑貨店「PLAZA ALEX」、文具店「文具館チャーリー」、インテリアショップ「アレックスコンフォート」、「TOOLS&DESIGN」を徳島県を中心に香川県、兵庫県、大阪府、三重県に展開。
アスレ事業部
スポーツ用品を販売する「アレックススポーツ」、アウトドア用品店「アウトレックス」を展開。徳島県を中心に、兵庫県にも1店舗を展開する。
ホームキーパー事業部
ホームセンター「デコール」を徳島県内に3店舗を展開する。また、このほかデコール徳島店に隣接する形で、自転車店「ゴーゴーバイク」を展開している。
貿易事業本部
海外からウィスキー・シャンパン・ワインなどの酒類を輸入、卸売を行っている事業。

## 店舗
2015年7月現在
- 「チャーリー」：12店舗（徳島7、香川2、兵庫2、大阪1）。
- 「アワーリカー」：6店舗（いずれも徳島）
- 「プラザアレックス」：1店舗（徳島）
- 「ツール&デザイン」：2店舗（徳島1、大阪1）
- 「文具館チャーリー」：1店舗（徳島）
- 「アレックスコンフォート」：4店舗（徳島1、香川2、兵庫1）
- 「アレックススポーツ」：1店舗（徳島）

※徳島県内に2店舗存在したが鴨島店が閉店し1店舗に
- 「アウトレックス」：4店舗（徳島3、兵庫1）
- 「グランドバンクス」：2店舗（徳島1、香川1）
- 「デコール」：3店舗（いずれも徳島）
- 「ゴーゴーバイク」：1店舗（徳島）